# Tàu vận tải Tiến bộ
Tàu vận tải Tiến bộ (tiếng Nga: Прогресс - Progress) là tàu vận tải không người lái giúp tiếp tế cho các trạm không gian của Liên Xô trước đây và Nga hiện nay. Tiến bộ là tàu đầu tiên thuộc loại này trên thế giới. Nó có thời gian phục vụ thuộc loại kỳ cựu so với các loại tàu vũ trụ khác (30 năm).
Tàu vận tải Tiến bộ được phóng lên từ bãi phóng của Sân bay vũ trụ Baykonur ở Kazakhstan bằng tên lửa đẩy Soyuz. Không giống như tàu vũ trụ Soyuz, Tiến bộ không thể trở về Trái Đất. Nó bị thiêu rụi hoàn toàn khi trở về bầu khí quyển phía trên Thái Bình Dương. Hiện tại Tiến bộ đang được dùng làm phương tiện tiếp tế cho Trạm Vũ trụ Quốc tế.

## Lịch sử
Trong chương trình trạm không gian Salyut của Liên Xô, người ta nhận thấy các sứ mệnh dài ngày trên quỹ đạo yêu cầu sự tiếp tế thường xuyên các vật dụng thiết yếu. Điều này càng trở nên bức bách trong quá trình phát triển của trạm Salyut-6 mà việc sử dụng tàu vũ trụ Soyuz không giải quyết được vấn đề.
TsKBEM (hiện nay là RKK Energia), nơi đảm trách việc thiết kế trạm Salyut, đã xem xét nhiều mô hình tàu vũ trụ trên cơ sở của tàu vũ trụ Soyuz nhằm phục vụ cho mục đích chuyên chở hàng hóa. Các ý tưởng về tàu có người lái và không người lái đều được xem xét, nhưng sau đó các tàu không người lái được cho là thích hợp hơn.
TsKBEM bắt đầu chính thức phát triển mô hình tàu vận tải vào giữa năm 1973 dưới tên gọi 11F615A15 và hoàn thành các thiết kế sơ bộ vào tháng 2 năm 1974. Chính quyền Liên Xô chính thức thông qua đề án vào năm 1974, và con tàu được phát triển như là một phần của dự án Salyut-6.
Con tàu đầu tiên, được ký hiệu #101, hoàn thành vào tháng 11 năm 1977. Nó được phóng lên trạm Salyut-6 ngày 20 tháng 1 năm 1978. Từ đó các tàu Tiến bộ được đều đặn phóng lên các trạm Salyut-6, Salyut-7, Mir và hiện tại là ISS mang theo các vật dụng tiếp tế quan trọng.

## Các phiên bản
Có tất cả bốn phiên bản của Tiến bộ kể từ khi nó được đưa vào sử dụng: Tiến bộ 7K-TG, Tiến bộ M, Tiến bộ M1 và Tiến bộ MS.

### Progress Tiến bộ 7K-TG(1978–1990) (Progress n)
Đây là phiên bản đầu tiên của tàu vận tải Tiến bộ. Nó được sử dụng cho các trạm Salyut 6, Salyut 7 và Mir với tổng cộng 43 lần phóng từ năm 1978 đến 1990.

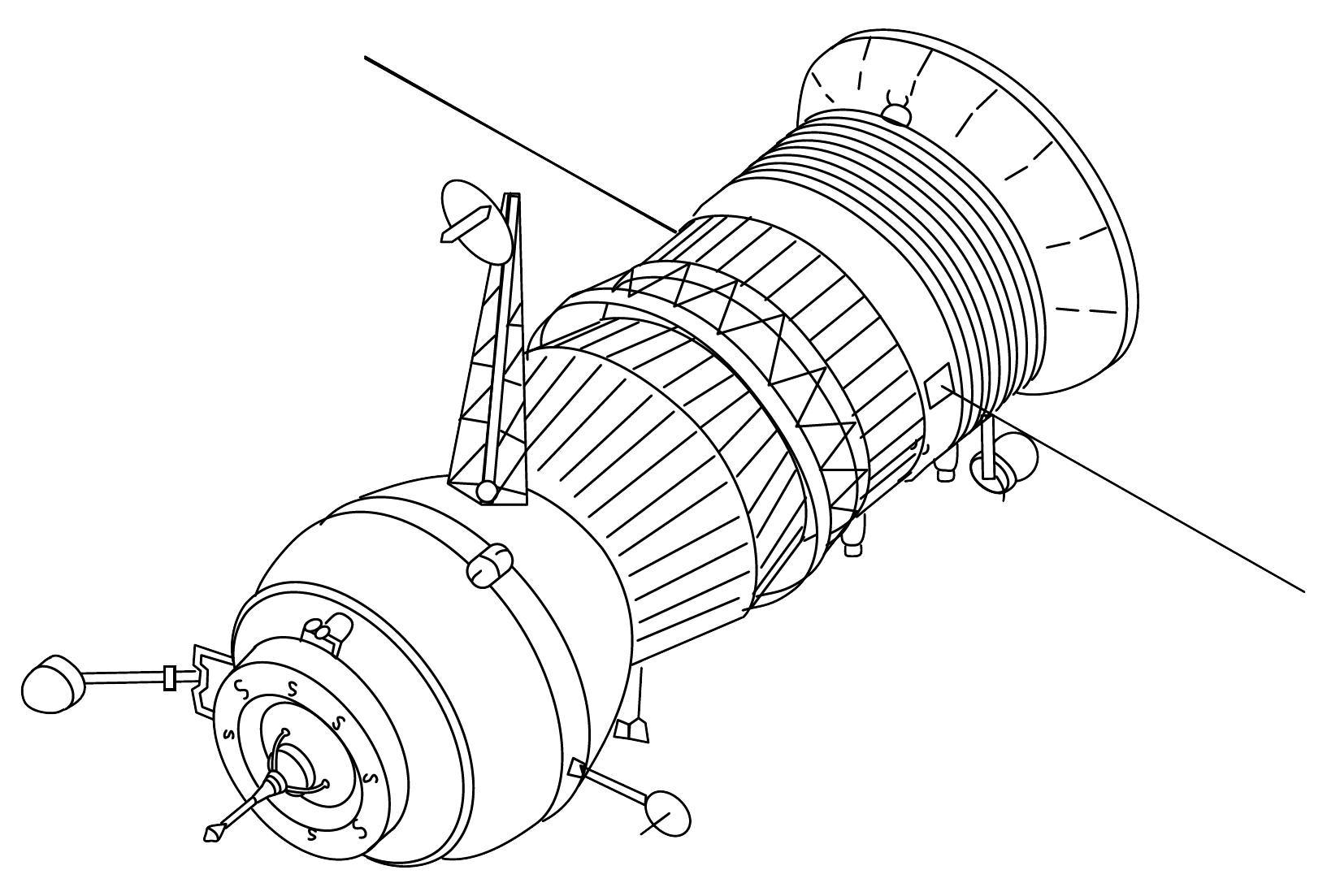
Hình vẽ tàu vận tải Progress 7K-TG

### Progress/Tiến bộ M11F615A55 (1989-2009) (Progress M-n)
Đổi mới lại từ phiên bản đầu tiên, Tiến bộ M được NPO Energia thiết kế để phục vụ cho trạm không gian Hòa Bình (Mir) bắt đầu từ năm 1989. Sau khi trạm Mir ngừng hoạt động và được cho rơi xuống đáy biển Thái Bình Dương vào năm 2001, nó được dùng để phục vụ cho Trạm Vũ trụ Quốc tế (ISS) đến năm 2009. 67 tàu Progress phiên bản này đã được phóng (Progress M-1 đến Progress M-67).

### Progress/Tiến bộ M11F615A60 (2008-2015) (Progress M-nM)
Đây là phiên bản cập nhật các tiến bộ điện tử của Tàu vũ trụ chở hàng không người lái Tiến Bộ M đời trước. Lắp hệ thống điều khiển bay kỹ thuật số hiện đại TsVN-101, thay thế cho máy tính đã cổ Argon-16 dùng để điều khiển các tàu cũ. Mặt khác, trên tàu lắp thêm các module đo xa radio MBITS. Các cải tiến này cho phép điều khiển tàu nhanh và hiệu quả, trong khi giảm được khối lượng phần điều khiển đi 75 kg, giảm số lượng các khối module của phần điều khiển bay đi 15. 29 tàu Progress phiên bản này đã được phóng (Progress M-01M đến Progress M-29M) với 2 lần thất bại (Progress M-12M và Progress M-27M).

### Progress/Tiến bộ M1 (2000-2004) (Progress M1-n)
Một phiên bản của tàu Tiến bộ có khả năng mang nhiều nhiên liệu hơn, nhưng bị giảm sút về tổng số hàng hóa có thể mang theo. Đã bay tổng cộng 11 lần (Progress M1-1 đến Progress M1-11) từ năm 2000 đến năm 2004, tiếp tế trạm Mir và ISS, trong đó có tàu Progress M1-5 đã đưa trạm Mir về Trái Đất.

### Progress/Tiến bộ M2
Đầu những năm 1980, NPO Energia đã phát triển một phiên bản mới, cải tiến nặng hơn của tàu vũ trụ không người lái Tiến Bộ, với một khoảng kéo dài thân tàu. Loại tàu mới được đẩy lên quỹ đạo bằng tên lửa Zenit, tên lửa này sử dụng động cơ RD-170, là động cơ tên lửa sử dụng nhiên liệu lỏng mạnh nhất thế giới. Zenit có khả năng mang 10-13 tấn lên quỹ đạo gần mặt đất. Kế hoạch ban đầu là phóng tàu vũ trụ tiến bộ-tên lửa Zenit từ sân bay vũ trụ vùng cực Plesetsk lên các quỹ đạo có góc nghiêng lớn với đường xích đạo (62 độ so với Xích Đạo), phục vụ cho trạm Hoà Bình 2 (Mir-2).
Sự ta rã của Liên Xô đã giết chết chương trình sử dụng tên lửa đẩy Zenit cho tàu vũ trụ Soyuz/Liên Hợp và tàu vận tải Progress/Tiến Bộ, chính quyền mới ở Ukraina đã từ chối tiết tục sản xuất tên lửa này. Sau đó, RKK Energia dự tính sử dụng tàu vũ trụ không người lái Tiến Bộ M2 để tiếp tế cho Trạm không gian Quốc tế ISS, nhưng một lần nữa các vấn đề chính trị và tài chính lại dừng chương trình nhiều năm.
Cuối thập niên 1990, quan hệ Nga-Ukraina thân thiết trở lại, RKK Energia thử hồi sinh chương trình Tiến Bộ M2, với dự kiến module chung Nga-Ukraina trên ISS được phát triển trên cơ sở chương trình tàu Tiến Bộ M2. Nhưng chính trị Ukraina một lần nữa lại dừng chương trình này.

### Progress/Tiến bộ MS (2015-nay) (Progress MS-n)
Phiên bản cải tiến của tàu Tiến bộ, gồm các cải tiến và thay đổi về các hệ thống máy tính, dẫn đường, điều khiển, điều chỉnh tư thế, hệ thống gặp gỡ và kết nối. Có thể mang theo vệ tinh nhỏ được gắn ở bên ngoài tàu vũ trụ. Hiện tại 12 tàu Progress phiên bản này đã được phóng (Progress MS-01 đến Progress MS-12) với 1 lần thất bại (Progress MS-04).
*Chú thích: n là số lần phóng của từng loại tàu Progress, tăng (n+1) sau mỗi chuyến bay kế tiếp của loại tàu đó. Ví dụ: Progress M-01M thì sau chuyến bay đó sẽ là Progress M-02M.

## Cấu tạo
Cấu tạo của tàu Tiến bộ dựa trên tàu vũ trụ Soyuz. Nó cũng gồm có 3 phần như của Soyuz. Tuy nhiên các phần của nó không tách ra trước khi trở vào bầu khí quyển như Soyuz mà toàn bộ con tàu sẽ được cho đốt cháy hết khi bay vào khí quyển. Các bộ phận của tàu Tiến bộ:

Cấu tạo tàu Progress

### Môđun hàng hóa
Đây là khoang điều áp ở phía trước chứa các vật dụng và hàng hóa thiết yếu cung cấp cho các phi hành gia trên trạm không gian. Nó tương đương với khoang quỹ đạo của tàu Soyuz. Sau khi tàu đậu vào trạm, các phi hành gia sẽ đi vào trong khoang này thông qua một cửa nối để lấy hàng tiếp tế. Sau khi hàng hóa được lấy đi hết, họ sẽ chất đầy khoang này bằng rác, các đồ vật không còn dùng đến và nước thải trước khi tàu rời khỏi trạm.

### Môđun tiếp nhiên liệu
Khoang hạ cánh của tàu Soyuz được thay thế bằng khoang tiếp nhiên liệu đối với tàu Tiến bộ. Đây là một không gian được điều áp nằm ở giữa con tàu dùng để chứa nhiên liệu. Điều này giúp lượng nhiên liệu độc hại được giữ an toàn bên ngoài phần điều áp và bất cứ sự rò rỉ khí nào đều không thể ảnh hưởng đến bầu không khí của trạm. Sau khi đậu vào trạm, nhiên liệu trên tàu được truyền cho trạm thông qua một hệ thống tiếp nhiên liệu phức tạp.

### Môđun thiết bị/động cơ đẩy
Phần đuôi của Tiến bộ là môđun thiết bị/động cơ đẩy giống như của tàu Soyuz. Trên khoang này có chứa các thiết bị điện tử, hàng không phục vụ cho các hệ thống trên tàu.